# James L. Quinn
James L. Quinn fue un editor y redactor estadounidense de revistas adscritas al género de la ciencia ficción; fue el fundador de la revista de ciencia ficción If en 1952, cuyo primer editor fue Paul W. Fairman.
Tras la salida de Paul W. Fairman poco después del lanzamiento de If, Quinn se convirtió en su editor, permaneciendo en el cargo hasta 1958. Durante su mandato, los niveles de tiraje de la revista nunca alcanzaron las cifras que él esperaba, a pesar de tener la ayuda de Larry T. Shaw y el breve paso de Damon Knight como editor. Después de varios números editados por Knight que no lograron revertir la caída en los niveles de circulación de If (muchas revistas de ciencia ficción vieron caer sus ventas después del lanzamiento del Sputnik 1 en 1957, probablemente debido a varias razones), Quinn vendió la publicación a Robert Guinn, editor de Galaxy.
Quinn continuó como redactor de revistas hasta la década de 1970; mientras que varios de sus títulos aún son publicados, aunque ahora por Kappa Publishers Group (If fue fusionada con Galaxy en 1974, aunque han existido intentos por re-editarla desde entonces).